# Аристотелизм

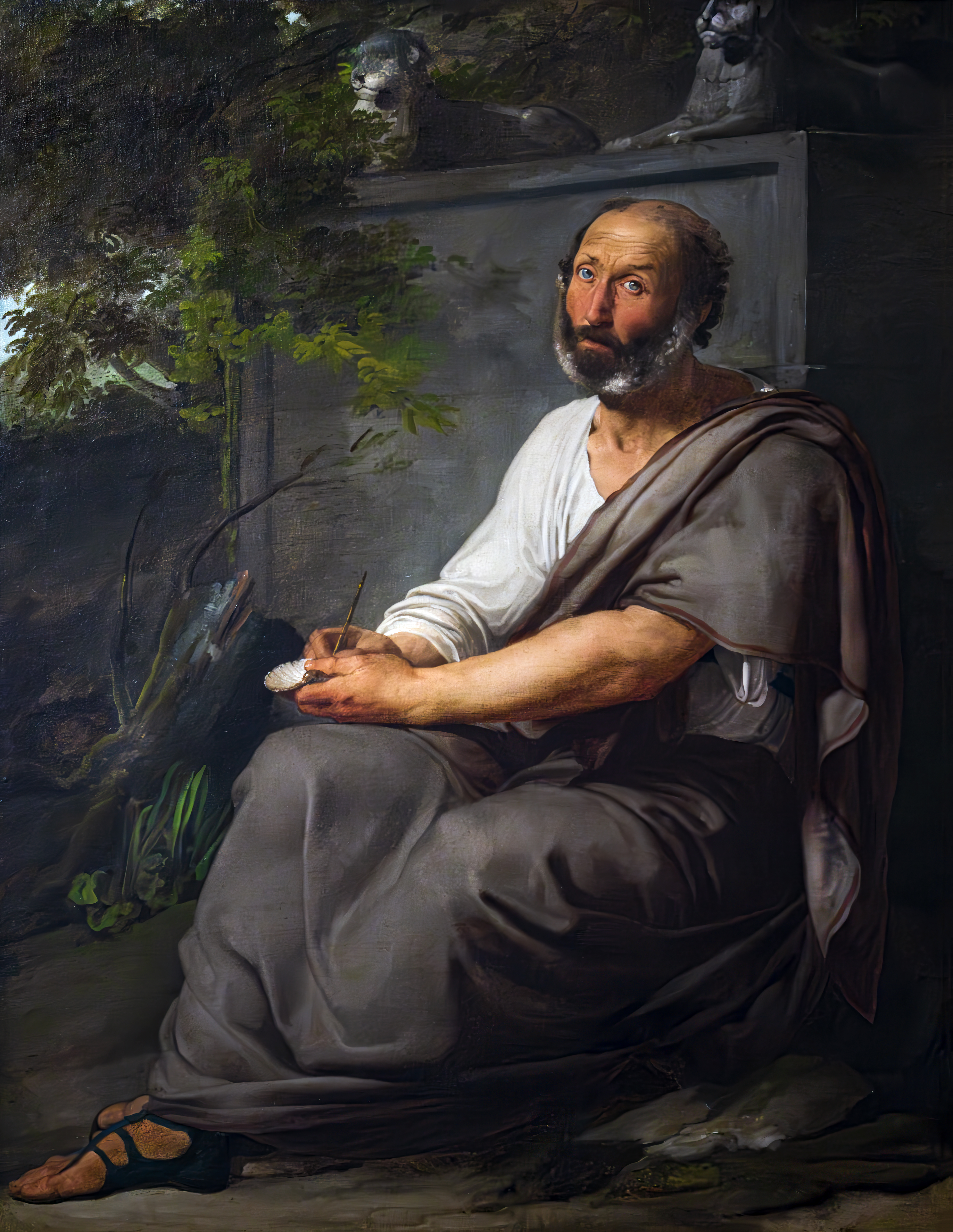
Аристотель, картина Франческо Айеца

Аристотели́зм — система мышления, которая строится на принципах учения Аристотеля, особенно в области личной и общественной этики, политики и толкования свойственных человеку благ. Этические принципы Аристотеля наиболее полно выражены в одном из его известных произведений — Никомаховой этике. Работы Аристотеля первыми приняли и развивали перипатетики, позже неоплатоники, которые написали много комментариев к его трудам. В исламском мире, книги Аристотеля, переведённые на арабский язык, благодаря Аль-Кинди, Аль-Фараби, Ибн Сине и Ибн Рушду (см. восточный аристотелизм) стали главной частью ранней исламской философии.

## Основные положения аристотелианской традиции

### Философия науки
Аристотель разделял науки на три вида: теоретические, практические и продуктивные. К первым он относил математику, метафизику и физику. Ко вторым — экономику, политику и этику. К последним — риторику, эстетику и технику. Такая система наук была сформирована в зависимости от их цели: получение истинного знания, практическая польза или прекрасное.
Метафизика рассматривается как наука о субстанции, которая имеет внутренние, присущие ей принципы покоя и движения. Аристотель определял мудрость как науку о первопричинах. Четырьмя главными разделами его философии были — диалектика, физика, этика и метафизика.
Научный метод основывается на стремлении постичь первопричины в той или иной области (будь то физические, биологические и иные явления) и разложить их на составные элементы. То, что воспринимается органами чувств, не может считаться полностью достоверным, для подлинного познания вещей необходимо понять их причину, однако чувственная составляющая также необходима. Подобный подход связан с телеологическим подходом Аристотеля: по его мнению, все явления природы имеют свой телос или цель, а также некую причину своего существования.
Научное знание обретается с помощью сочетания двух способов: путём непосредственного восприятия окружающей действительности и построения верных умозаключений, то есть путём доказательства. При этом, два этих способа связаны, так как при отсутствии чувственного подтверждения доказываемого факта, опосредованные умом доказательства можно приводить бесконечно.

#### Логика
Приняв доказательность за необходимую основу научного знания, Аристотель был вынужден разработать и правила верного умозаключения. Закон силлогизма Аристотеля гласит, что умозаключение происходит из нескольких объединённых суждений и, являясь отличным от первоначальных суждений, тем не менее содержит в себе идеи, заключённые в этих суждениях.

### Учение о душе
Аристотель считал душу энтелехией тела, то есть некой внутренней нематериальной силой, которая заключает в себе причину жизни тела и одновременно цель. Кроме того, именно душа отвечает за умственную деятельность человека, посредством неё он познаёт мир, испытывает эмоции, формирует те или иные представления. При этом, душа подвержена воздействию эмоций, что делает её спорным источником достоверного знания. Далее, он рассматривал душу двойной — рациональной и иррациональной, при этом полагая, что у разных людей две эти части соотносятся неодинаковым образом и в разном отношении.

### Теология
Аристотель является представителем т. н. рациональной или философской теологии. В рамках аристотелизма феномен осознания человеком существования бога связывается с двумя причинами: его собственными душевными переживаниями, или претерпеванием, и с восприятием и анализом человеком явлений внешнего мира, то есть научением.
Доказательство бытия бога, с точки зрения Аристотеля, должно быть рациональным и выводиться путём чёткого алгоритма при анализе явлений окружающего мира. Существование бога, согласно выводам философа, является необходимым.
Бог определялся Аристотелем как Первый Двигатель, лучшая среди сущностей, которая представляет собой неподвижную субстанцию, удалённую от чувственных вещей, лишённую телесных количеств, неделимую и единую. Кроме того, в аристотелевской теологии бог понимается и как высший Ум, который упорядочивает всю реальность. Именно деятельность разума имеет причину и цель, поэтому и всё в мире управляется таким высшим Разумом, так как у всего природного есть причина.
Теология, согласно Аристотелю, является одновременно и метафизикой, поскольку последняя изучает нечто, лежащее вне материального мира и обладающее свойствами единства и неделимости.

### Этика
Этическая доктрина аристотелизма основана на принципе телеологии. У каждого предмета материального мира есть своя энтелехия — причина и цель его существования. Благо также может выступать своего рода причиной разумной деятельности, а потому этичным является тот поступок, в котором частное благо соотносится с благом всеобщим.

#### Справедливость
В общем виде справедливость трактовалась Аристотелем на основе телеологии, то есть соответствия вещи своему назначению, телосу. Поэтому и под справедливой в общем смысле понимается такая ситуация, в которой каждый делает то и каждому принадлежит то, что ему полагается, исходя из его собственных особенностей, заслуг, участия.
Аристотель делил справедливость на два уровня: общую и частную. В рамках первой справедливое предстаёт как некоторое абстрактное понятие, обозначающее соответствие действий субъекта в их совокупности принятым законам, причём законы в данном случае имеют значение шире правового. На этом уровне можно говорить об идее справедливого как такового. Общая справедливость позволяет давать оценку тем или иным действиям и стоит над частными добродетелями, такими как мужество, храбрость и др.
Частная справедливость понимается как добродетель конкретных лиц в конкретной ситуации. Аристотель различал два её вида. Первый — распределительная справедливость, или пропорциональная. Она необходима в ситуациях, в которых происходит распределение благ и почестей, и в данном случае предполагается неравное их получение неравными субъектами. Второй вид частной справедливости — уравнивающая. Такая справедливость является добродетелью судьи, арбитора. В этом случае личные качества субъектов, между которыми необходимо установить справедливость, не принимаются в расчёт, а оценивается только нарушение равенства между ними. Для восстановления справедливости необходимо либо отнять у нарушителя справедливости часть благ и вернуть её пострадавшему, либо нанести нарушителю такую степень наказания, чтобы его положение сравнялось с положением пострадавшего. В этой ситуации Аристотель использовал метафору геометрических отрезков.

### Влияние Платона и Академии
Несмотря на то, что в своих зрелых трудах Аристотель критиковал многие положения философии Платона из-за существенных расхождений в их взглядах, в период внутриакадемической деятельности Аристотель неизбежно воспринял платоновскую традицию. Так, он, подобно большинству учеников, занимался написанием диалогов, следуя стилю своего учителя. При этом, аристотелевские диалоги были сходны с поздними диалогами Платона, которые создавались в период жизни Аристотеля в Академии.
Уже в ранних работах Аристотеля, представлявших собой диалоги, встречается его идея об Уме, направляющем и организующем всё бытие. В этом вопросе философ был согласен с Платоном и позднее развил это учение в «Метафизике». Кроме того, Аристотель воспринял и идею Платона о бессмертии души, о чём свидетельствует содержание его диалога «Евдем, или О душе».
Кроме того, на Аристотеля повлиял и выдающийся ученик Академии Евдем Книдский. Последний продолжил развивать теорию идей Платона, уточнив их положение по отношению к чувственно воспринимаемым вещам. Согласно Евдему, идеи содержатся непосредственно в вещах, выступают в качестве их первопринципа. Не зная идеи вещи, невозможно познать и саму вещь, так как её чувственно воспринимаемый аспект находится в состоянии постоянной изменчивости.

### Подход к философскому изложению
Одной из отличительных черт аристотелианского текста стал систематический, исторический подход к изучению проблемного вопроса. Аристотель в своих трудах подробно рассматривал философскую мысль в её развитии, часто приводил историческую справку о достижениях в этой области предшествовавших философов. Мыслитель стремился рассматривать мысль в её развитии, как часть исторического процесса. Таким же образом философ подходил и к методу преподавания в Ликее. Он полагал, что на протяжении истории одни и те же мысли неоднократно высказывались различными людьми, что делает чрезвычайно важным изучение трудов предшественников. Кроме того, он настаивал на строгой систематичности в философии, как в вопросах построения собственного философского понимания мира, так и в вопросах преподавания.
Кроме того, познание должно сочетать в себе как практическую деятельность, так и умственный труд. Аристотель полагал, что становление (то есть изменчивость во времени) присуще не только чувственно воспринимаемому миру, но и самому разуму. С этим связан и тот факт, что в аристотелевской школе немалое внимание уделялось эмпирическим исследованиям наряду дискуссиями и теоретическими упражнениями. Практика в учении Аристотеля занимала не менее значимое место среди средств достижения истины. В аристотелизме было разрушено традиционное античное представление о разуме как о постоянной, неменяющейся субстанции. Среди других средств достижения истины в учении Аристотеля принимались мудрость, разум и научный метод в познании мира. Представители аристотелизма унаследовали это стремление к последовательному доказыванию каждого своего утверждения. Такая позиция была принята в аристотелизме в противовес господствовавшей тогда античной традиции, где такая строгая научность высказываний вызывала непонимание и даже критику.

## Влияние

### Перипатетики
Античных учеников и последователей Аристотеля именовали перипатетиками. После смерти основателя Ликея аристотелевскую школу возглавил Теофраст. Прямые последователи продолжали начатую Аристотелем традицию научной дифференциации: в школе трудилось несколько крупных учёных, интересовавшихся различными областями знания. В эти же годы в Ликее работали Эвдем Родосский, Аристоксен, Дикеарх и др.
Первые последователи Аристотеля во многом продолжали развивать его традицию. Так, в натуралистических сочинениях Теофраста продолжался поиск причин всего живого. Кроме того, продолжали развивать и логику учителя. Перипатетики подвергались и стороннему воздействию. На Аристоксена оказал воздействие влиятельный в то время пифагореизм.
В эпоху раннего эллинизма перипатетики унаследовали из аристотелизма и интерес к политической науке. Во-первых, они разделяли представление Аристотеля о монархе как об отце в патриархальной семье, который стремится облагодетельствовать своих членов семьи, властвуя при этом неограниченно. В практическом отношений они представляли себе добродетельного монарха как властвующего неограниченно, но повинующегося закону. Во-вторых, какое-то время продолжалось изучение и государственных устройств отдельных полисов, начатое ещё Аристотелем. Кроме того, перипатетики реализовывали на практике учение Аристотеля о необходимости сочетания теоретической работы и деятельности. Они не только разрабатывали проекты идеального государства, но и сами активно участвовали в политической жизни, реализуя на практике аристотелевское представление о гражданине.

### Средневековая философия и теология
С возрождением аристотелизма благодаря трудам исламских комментаторов происходит возрождение аристотелизма и в западной философии, в том числе религиозной. Если в ранней философской теологии и апологетике наследие Древней Греции или вовсе отвергалось, или авторы в основном обращались к платонизму, то несколько позже возросло вновь внимание к Аристотелю и его традиции. Так, Боэций писал о созерцании Первопринципа Бытия как высшем наслаждении для философа. В этой идее средневекового философа явно присутствует влияние аристотелизма, в котором подобного рода созерцательная жизнь признавалась конечной целью философа.
Одним из главных представителей средневекового аристотелизма является Фома Аквинский. В своих работах он стремился выстроить логичное и последовательное обоснование существования бога, а также опровергнуть различные ереси. Стиль повествования Фомы Аквинского, которое представляет собой точно выраженную последовательность тезисов и умозаключений, явно свидетельствует о влиянии на философа аристотелианской традиции. В сущности, теолог продолжил начатую Аристотелем традицию философской теологии. Этические взгляды Фомы Аквинского, в противовес его предшественникам, строятся на логически обоснованных положениях.

### Современность (Новое время)
Как отмечает проф. Ioannis D. Evrigenis, «несмотря на широко распространенные обобщения относительно враждебного отношения к Аристотелю в ранний современный период, в XVI и XVII веках влияние Аристотеля оставалось сильным, даже среди тех, кто хотел порвать с ним».